# Harrison Afful
Harrison Afful (vagy ismertebb nevén Affulinho) (Tema, 1986. július 24. –) ghánai válogatott labdarúgó, a Charlotte hátvédje.

## Statisztika

### Válogatott
(2017. november 12. szerint)
| Válogatott | Szezon   | Mérkőzés | Gól |
| ---------- | -------- | -------- | --- |
| Ghána      | 2008     | 10       | 0   |
| Ghána      | 2009     | 7        | 0   |
| Ghána      | 2010     | 3        | 0   |
| Ghána      | 2011     | 0        | 0   |
| Ghána      | 2012     | 5        | 0   |
| Ghána      | 2013     | 14       | 0   |
| Ghána      | 2014     | 10       | 0   |
| Ghána      | 2015     | 14       | 0   |
| Ghána      | 2016     | 8        | 0   |
| Ghána      | 2017     | 11       | 0   |
| Ghána      | 2018     | 2        | 0   |
| Összesen   | Összesen | 84       | 0   |

## Sikerei, díjai
- Espérance de Tunis
  - Tunéziai bajnok: 2009-10, 2010-11, 2011-12, 2013-14
  - Tunéziai kupa: 2010-11
  - CAF-bajnokok ligája: 2011

- Columbus Crew
  - MLS-bajnok: 2020
  - Campeones Kupa: 2021

## Külső hivatkozások
- Harrison Afful Soccer-talents
- Harrison Afful Archiválva 2014. július 15-i dátummal a Wayback Machine-ben Fifa Profil
- Harrison Afful MTN Profil
- Harrison Afful Transfermarkt